# John Hoar
John Hoar (occasionnellement Hoare ou Hore, mort en 1697) est un pirate et corsaire actif à la fin des années 1690 sur la mer Rouge.

## Biographie
Hoar et sa frégate le Dublin obtient une lettre de marque du gouverneur de Jamaïque Sir William Beeston et capture une prise près du Canada, un navire français de 200 tonneaux et 14 canons appelé le Saint Paul. En janvier 1694, il convainc l'assemblée générale de Rhode Island de convoquer un tribunal maritime et de lui attribuer la prise afin qu'il puisse l'échanger avec le Dublin. Le Saint Paul est renommé le John et Rebecca. Il obtient alors une deuxième lettre de marque, cette fois-ci du gouverneur de New York Benjamin Fletcher. Fletcher affirmera plus tard tout ignorer des actes de piraterie de Hoar, bien qu'il eût déjà accordé une lettre de marque au beau-frère de Hoar, Richard Glover, lui aussi corsaire devenu pirate.
En décembre 1695, le John et Rebecca navigue vers le cap de Bonne-Espérance et le golfe Persique. C'est au cours de ce voyage qu'Abraham Samuel a été élu quartier-maître du navire. Après quelques difficultés de navigation, ils s'installent au comptoir du pirate d'Adam Baldridge à Saint-Augustin (Madagascar) jusqu'en avril 1696. Avant de partir pour la mer Rouge, ils récupèrent une partie de l’équipage survivant du Susanna de Thomas Wake ; Wake et plusieurs membres de son équipage étaient morts de maladie peu de temps auparavant.
Hoar navigue sur la mer Rouge aux côtés du pirate néerlandais Dirk Chivers, pillant plusieurs navires dont le Rouparelle et le Calicut à destination de Bombay en août 1696. Hoar se sépare ensuite de Chivers pour roder dans le golfe Persique puis sur la mer d'Oman où, début 1697, il capture un navire indien de 300 tonneaux près de Surat. Il retourne au comptoir de Baldridge avec cette prise en février 1697, où il reste plusieurs mois, commerçant avec Baldridge et d'autres pirates.
En juillet 1697, les indigènes se rebellent, tuant un certain nombre de pirates et leurs équipages. Certaines sources signalent la mort de Hoar pendant la rébellion. D'autres indiquent qu'il était déjà mort de maladie à ce moment-là et que seuls son navire et une partie de son équipage étaient présents lorsque la colonie a été détruite. Abraham Samuel parvient à s'échapper et emmene avec lui quelques compagnons de bord sur le John et Rebecca, alors délabré. Ils font naufrage peu de temps après et sont recueillis par une princesse indigène. Samuel fonde ensuite un comptoir pirate près de Fort-Dauphin. Quelques autres membres d'équipage de Hoar retournent en Nouvelle-Angleterre où ils sont arrêtés en 1699 pour avoir hébergé certains des pirates de William Kidd, dont James Kelly.